# One from the Heart (album)
Albums de Tom Waits & Crystal Gayle
Heartattack and Vine
(1980) Swordfishtrombones
(1983)
One from the Heart est la bande originale du film homonyme de Francis Ford Coppola Coup de cœur, écrite par Tom Waits et interprété en duo avec la chanteuse country Crystal Gayle.

## Historique
Avec cet album, Tom Waits achève sa première période (1973-1982) folk, blues, cabaret, jazz et rock. Avec l'album suivant, Swordfishtrombones, il se dirige vers le rock expérimental. Francis Ford Coppola a contacté Tom Waits, séduit par I Never Talk to Strangers, interprété avec Bette Midler sur l'album Foreign Affairs, que lui a fait connaître son fils. Le projet a failli être avorté quand le producteur Herb Cohen refusa de céder les droits d'édition ; après discussion, un accord fut obtenu devant avocats pour diviser les droits entre Cohen et Zoetrope. C'est lors du tournage du film aux studios American Zoetrope que Tom Waits fera la connaissance de sa future femme Kathleen Brennan.

## Liste des titres
Toutes les chansons sont écrites et composées par Tom Waits.
| No  | Titre                                                                                 | Durée |
| --- | ------------------------------------------------------------------------------------- | ----- |
| 1.  | Opening Montage (Tom's Piano Intro/Once Upon a Town/The Wages of Love) (instrumental) | 5:16  |
| 2.  | Is There Any Way Out of This Dream?                                                   | 2:13  |
| 3.  | Picking Up After You                                                                  | 3:54  |
| 4.  | Old Boyfriends                                                                        | 5:53  |
| 5.  | Broken Bicycles                                                                       | 2:53  |
| 6.  | I Beg Your Pardon                                                                     | 4:26  |
| 7.  | Little Boy Blue                                                                       | 3:43  |
| 8.  | Instrumental Montage (The Tango/Circus Girl)                                          | 3:00  |
| 9.  | You Can't Unring a Bell                                                               | 2:20  |
| 10. | This One's From the Heart                                                             | 5:45  |
| 11. | Take Me Home                                                                          | 1:37  |
| 12. | Presents (instrumental)                                                               | 1:00  |

## Musiciens
- Tom Waits - chant, piano, arrangement orchestre
- Crystal Gayle - chant
- Greg Cohen - basse
- Shelly Manne - batterie sur Opening Montage, Is There Any Way Out of This Dream? & Old Boyfriend
- Joe Porcaro - glockenspiel sur Presents
- Jack Sheldon - trompette
- Bob Alcivar - piano, arrangements et chef d'orchestre
- Ronnie Barron - orgue sur Little Boy Blue
- Dennis Budimir - guitare sur Opening Montage & Old Boyfriends
- Larry Bunker - batterie sur The Tango
- Gene Cipriano - saxophone ténor sur The Tango
- Teddy Edwards - saxophone ténor
- Victor Feldman - Tymps sur You Can't Unring A Bell
- Chuck Findley - trompette sur Circus Girl
- Dick Hyde - trombone sur Circus Girl
- Pete Jolly - piano, accordéon, celesta
- Gayle Levant - harpe
- John Lowe - bois sur Circus Girl
- Lonny Morgan - bois
- Emil Richards - vibraphone sur I Beg Your Pardon
- John Thomassie - percussions sur Little Boy Blue
- Leslie Thompson - harmonica sur Circus Girl
- Don Waldrop - tuba sur Instrumental Montage